# Мадонна с длинной шеей
Мадонна с длинной шеей (ок. 1535) — картина итальянского художника Пармиджанино.

## История создания
Картина была заказана Эленой Тальяферри, сестрой близкого друга Пармиджанино Энрико Байардо, 23 декабря 1534 года, вскоре после возвращения художника в Парму. Она предназначалась для семейной капеллы в церкви ордена францисканцев Санта Мария деи Серви. Картина осталась незавершённой и к моменту смерти художника (1540) находилась в его мастерской. По словам Вазари, «работа эта не вполне удовлетворяла» Пармиджанино и потому осталась незаконченной — за спиной Мадонны видны колонны без капителей, уходящие в пустоту, едва намечена голова шестого ангела. Но, согласно предположению современных исследователей, это обстоятельство могло объясняться тем, что художник, увлечённый алхимией, выразил таким образом бесконечность стремления к совершенству и его недостижимость.
По мнению некоторых искусствоведов, в образе Мадонны с длинной шеей Пармиджанино, по всей вероятности, изобразил Паолу Гонзага.

## Сюжет
Взгляд Мадонны устремлён на спящего на её коленях младенца Христа. Его глубокий сон может быть истолкован как намёк на смерть. Один из ангелов держит сосуд, так называемую вазу Гермеса (Меркурия), в алхимии символизирующий начальную стадию, зачатие. Крест на сосуде, ранее красный (теперь он еле виден), означает будущий жизненный путь Христа. Таким образом художник воплощает идею о неразрывной связи жизни и смерти. На дальнем плане видна фигура Святого Иеронима, поющего хвалу Непорочному зачатию. Рядом с Иеронимом вначале был изображён Святой Франциск. Включение этого святого в картину имело определённую смысловую нагрузку: орден францисканцев был одним из активных участников религиозного спора о Непорочном зачатии Марии. Пространство картины построено с искажением перспективы: фигура Иеронима неправдоподобно мала, ряд колонн, тесно прижатых друг к другу, поддерживает пустоту: всё усиливает впечатление нереальности, иррациональности. Длинная шея Мадонны, так же, как и колонна — атрибут Марии со времён средневековья, символизируют её чистоту (лат. collum tuum ut columna — «шея твоя и колонна»).
Овалу лица Марии, очертаниям её тела вторят форма сосуда в руках одного из ангелов, линия его ноги. По словам искусствоведа Пьетро Сельватико, Пармиджанино, «упорно веруя в то, что в самих понятиях удлиненное и волнообразное заключена грация, снабжает изображённые им головы, по правде сказать, изящные, привлекательные и симпатичные, невероятно длинными телами, руками с плавно заострёнными пальцами и ногами, неизвестно где кончающимися». В изогнутой линии, основе композиции, воплощается идеал маньеризма — порождение воображения художника, квинтэссенция изящества, грации, совершенства. Нереальный образ, «самодовлеющая красота» обращается к чувствам и разуму зрителя.